# Saint-Michel-sur-Meurthe
Saint-Michel-sur-Meurthe ist eine französische Gemeinde mit 1.794 Einwohnern (Stand: 1. Januar 2022) im Département Vosges in der Region Grand Est (bis 2015 Lothringen). Sie gehört zum Arrondissement Saint-Dié-des-Vosges und zum Kanton Saint-Dié-des-Vosges-1. Die Einwohner werden Michellois genannt.
Ursprünglich hatte das Dorf kein Zentrum. In den Gemeinden der Vogesen war es üblich, dass sie aus zahlreichen verstreuten Weilern bestanden: Bréhimont, les Feignes, Sauceray, Herbaville, les Baraques, la Gare, le Closé, les Fourneaux und schließlich der heute als Zentrum geltende Ort des Wiegens und Schlachtens der Tiere in der Nähe der alten Rathausschule la Vacherie.

## Geografie
Saint-Michel-sur-Meurthe liegt am Fluss Meurthe in den Vogesen. 
Nachbargemeinden von Saint-Michel-sur-Meurthe sind Nompatelize im Norden und Nordwesten, La Voivre im Nordosten, Saint-Dié-des-Vosges im Süden und Südosten, Mortagne im Südwesten sowie La Bourgonce im Westen.

## Bevölkerungsentwicklung
| Jahr      | 1962 | 1968 | 1975 | 1982 | 1990 | 1999 | 2006 | 2012 | 2019 |
| Einwohner | 1250 | 307  | 1420 | 1567 | 1797 | 1951 | 2034 | 2012 | 1836 |

## Sehenswürdigkeiten

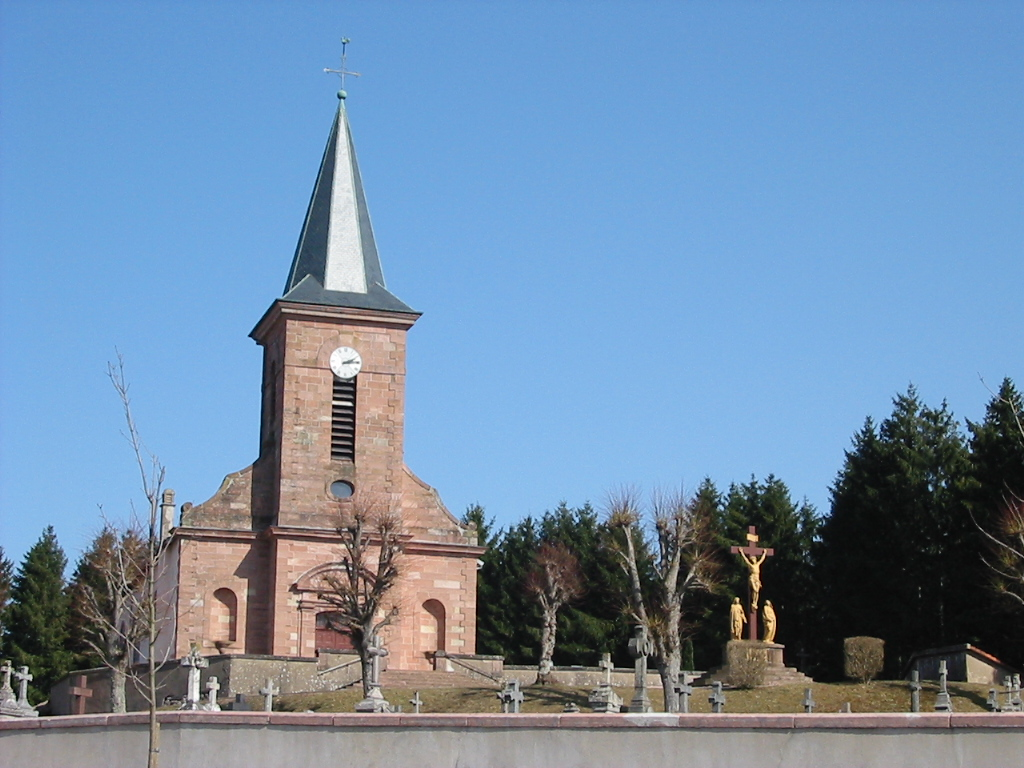
Kirche Saint-Michel
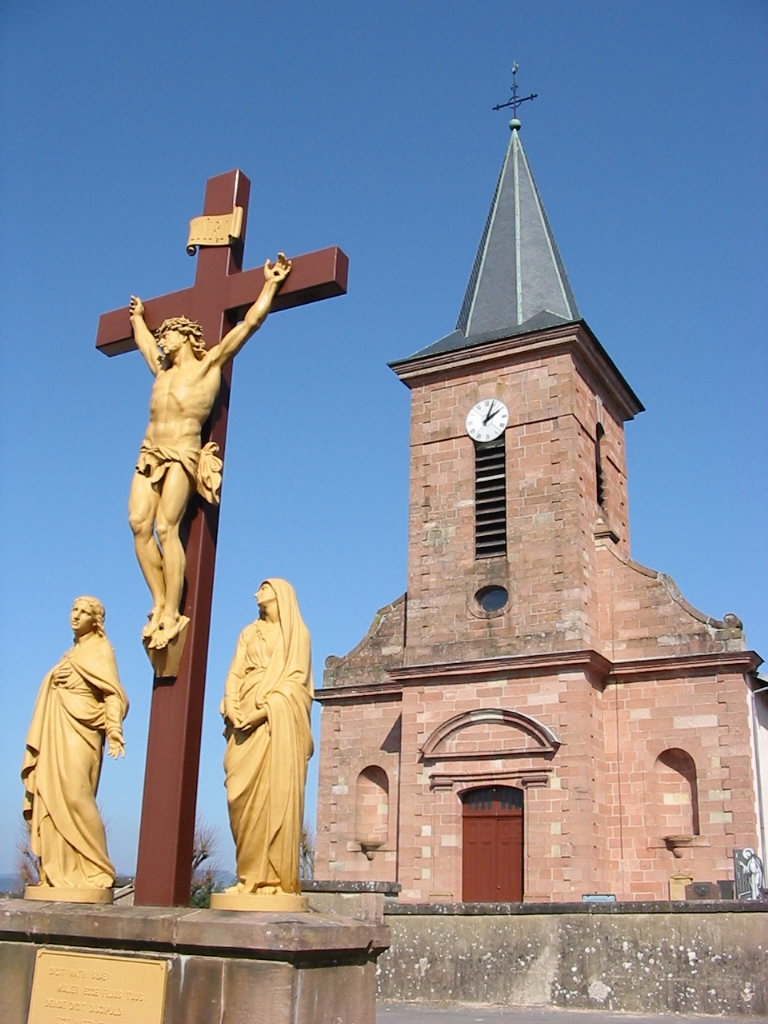
Calvaire
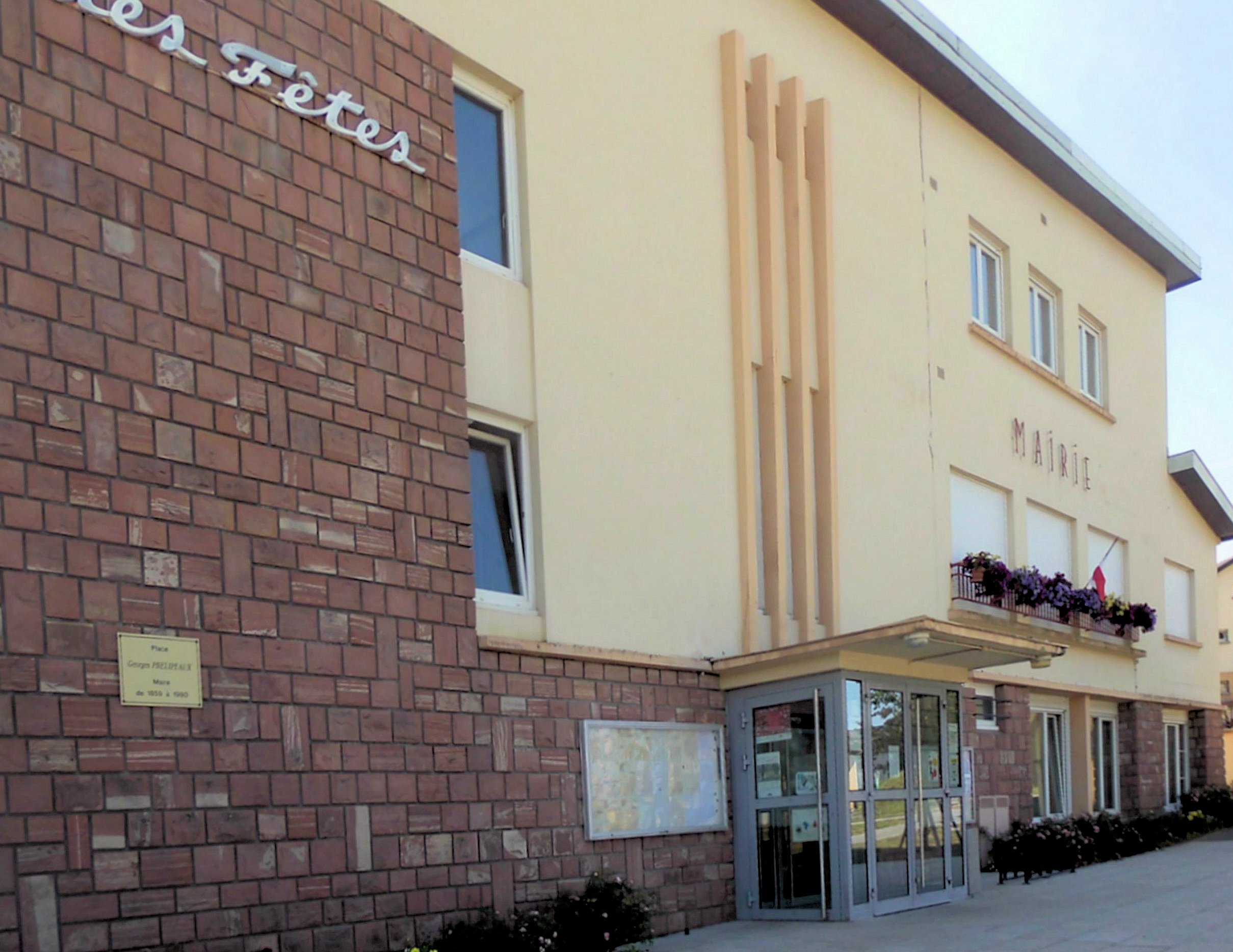
Mairie

- Kirche Saint-Michel
- Calvaire
- Mairie